# Ahmed Saaid Abdelrehim
Ahmed Saaid Abdelrehim (en arabe : احمد سعيد عبد الرحيم), né en 1978, est un nageur égyptien.

## Carrière
Ahmed Saaid Abdelrehim est médaillé de bronze du relais 4 x 100 mètres nage libre aux Championnats d'Afrique de natation 2010 à Casablanca. Aux Championnats d'Afrique de natation 2012 à Nairobi, il obtient la médaille d'argent du relais 4 x 200 mètres nage libre.